# القرية (تعز)
القرية هي إحدى قرى الجمهورية اليمنية. وهي تتبع جغرافيًا لمحافظة تعز. وإداريًا لمديرية شرعب الرونة. يبلغ تعداد سكانها 1,649 نسمة حسب الإحصاء الذي جرى عام 2004م.